# Заурбеков, Масуд Джунидович
Мас(х)уд Джунидович Заурбеков (род. 1 октября 1947, Александровка, Фрунзенская область) — чеченский писатель и журналист, Заслуженный журналист Чеченской Республики, исполнительный директор республиканской общественно-религиозной газеты «Исламан зІаьнарш», член Союза журналистов Чечни и Союза писателей Чечни.

## Биография
Родился в Киргизии в годы депортации чеченцев и ингушей. После восстановления Чечено-Ингушской АССР вернулся на Родину. Ещё в школьные годы его материалы печатались в республиканской газете «Ленинан некъ».
Служил в Советской армии. В свободное от службы время напечатал на машинке два сборника назмов (религиозных песнопений) о чеченском шейхе Бамат-Гирее Митаеве и его сыне Али Митаеве.
В годы перестройки Заурбеков стал одним из первых в Чечне предпринимателей. Доходы от своей деятельности он направлял на расширение производства и благотворительность. В 1990 году он начал издавать первую на территории СССР религиозно-просветительскую газету «Исламан зІаьнарш», редактором и директором которой является до сих пор. Газета более 15 лет издавалась за счёт личных средств Заурбекова и лишь в 2007 году была переведена на государственное финансирование.
Считается основоположником чеченской религиозной журналистики. Является инициатором и автором циклов телевизионных передач «Страницы нашей истории» и «Святые места нашей Родины», посвящённых исламу в Чечне и на Северном Кавказе. В 2009 году совершил хадж в Мекку и Медину, откуда привёз богатый видеоматериал, послуживший основой цикла передач о святых для мусульман местах. Является автором документальных фильмов «Мехкан хьехамча» (чечен. Учитель народа) и «Сийлахьчу тӏаьхьенийн орамаш» (чечен. Предки праведных потомков), автором сценария художественного фильма «Святой шейх Кунта-Хаджи Кишиев».

## Награды
- 2009 — медаль «За заслуги перед Чеченской Республикой»;
- 2010 — орден «За утверждение духовных ценностей» (в том же году газета «Зори ислама» была награждена орденом «За заслуги перед Уммой 1 степени»);